# Raquel Jodorowsky
Raquel Lea Jodorowsky Prullansky (Iquique, 9 de junio de 1927 -  Lima, 23 de agosto de 2011) fue una poeta, escritora y pintora chilena. Conocida como «la mariposa tallada en fierro», residió en Perú desde inicios de la década de 1950. Su estilo ha sido calificado como onírico y surrealista.

## Biografía
Raquel Jodorowsky es hija del matrimonio de emigrantes judíos ucranianos Jaime Jodorowsky Groismann y Sara Prullansky Arcavi. La pareja de comerciantes regentaba una tienda llamada Casa Ukrania, en Tocopilla (ciudad ubicada en la región de Antofagasta). Tuvo un hermano menor, el artista Alejandro Jodorowsky, (Tocopilla, 1929-), quien vive definitivamente en París (Francia) desde la década de 1970.
Las limitaciones económicas fluían en el pequeño hogar de sus padres; pero había un amor inmenso por la cultura y el saber, en su casa se leía a Dostoieski y a Tolstoi. De tal manera que Raquel, aprendió a leer a los cuatro años de edad, a esa misma edad su abuela ucraniania y judía, le enseñó el alfabeto hebreo y griego. Cuenta la poeta que a los seis años empezó a escribir. Los padres de Raquel, con el tiempo se separaron y dejaron sus hijos al cuidado de sus abuelos, luego ella y su hermano Alejandro estuvieron internados en un colegio hasta terminar el bachillerato. Como Raquel parece que fue muy buena estudiante al terminar los estudios secundarios fue becada a la Universidad Nacional Mayor de San Marcos en Lima, para estudiar Literatura, mientras que Alejandro Jodorowsky, empezó su fulgurante aventura creadora enrumbándose a Francia en 1954.        
Raquel Jodorowsky llega a Lima en 1949, se instala en la residencia para los estudiantes sanmarquinos, que en esos tiempos estaban ubicadas en el balneario de Ancón, balneario ubicado al norte de Lima. Cuando empieza a estudiar literatura, se desencanta con la reiteración de autores españoles y franceses que los conocía bien, por lo que decide cambiarse de facultad o programa y empieza a estudiar Arqueología. Bajo el brazo tenía escrito su primer libro: La Dimensión de los días, que conoce vida pública en 1949. Que aumentaría y reeditaría  en Lima en 1954, en un taller de impresiones tipográficas en el populoso distrito del Rimac.
Como Arqueóloga estuvo varios años en México realizando algunos talleres, artículos e investigaciones, en algunas comunidades nativas mexicanas.
Curiosamente, no se incluye mención alguna de ella en la película autobiográfica de Alejandro Jodorowsky, La danza de la realidad, a diferencia del ejemplar escrito, donde sí es nombrada.
En 2025, sus 19 libros de poesía han sido reunidos íntegramente en Una diosa desterrada del cosmos. Poesía completa, por la editorial chilena La esporádica, lo que constituye un rescate y puesta en perspectiva de una trayectora poética y vital de más de 60 años. Además, la edición incluye una sección final con la reproducción de parte de la obra pictórica de la autora, que se dedicó las últimas décadas de su vida a la pintura, y pudo exponer sus obras unos meses antes de su muerte en el Centro Cultural Ricardo Palma, en Miraflores, en agosto de 2011, bajo el título "La poesía del color". También se reproducen algunos manuscritos de poemas inéditos, entre ellos, una «Despedida», que concluye con el mensaje: «Amigos poetas / no se olviden que / la poesía es invencible».

## Obras
- Dimensión de los días (Santiago de Chile, 1950)
- Aposento y época (Santiago de Chile, 1952)
- La ciudad inclemente (Lima, 1954)
- En la pared de los sueños alguien llama (Lima, 1957)
- En sentido inverso (Lima, 1962)
- El Ajy Tojen (México, 1964; reedición 2022)
- Alnico y Kemita. Cantata del espacio (México, 1964)
- Mi casa abrakadabra (Guayaquil, 1970)
- 3 millones de años luz o El diario de una costurera (Lima, 1972)
- Cuentos para cerebros detenidos. Con licencia de los superiores (Lima, 1974; reedición 2023)
- Caramelo de sal (Lima, 1977)
- Lo que llama desde la eternidad, Chavín de Huántar (Lima, 1979)
- Revelaciones de Alcindor (Lima, 1983)
- Sin antes ni después (México, 1984)
- América en la tierra (Lima, 1989)
- Nazca nacer (Lima, 1992)
- Chan-Chan maga lunar (Lima, 1992)
- Entretextos reales (Caracas, 1993)
- Territorio que explorar (Lima, 2010)
- Poemas escogidos (Lima, 2010)
- Una diosa desterrada del cosmos. Poesía completa (póstuma; Valparaíso, 2025)

## Premios y reconocimientos
Ganó el Premio Municipal en 1949.
En 2022 recibió un reconocimiento póstumo por parte del Ministerio de la Mujer y Poblaciones Vulnerables (MIMP) del Estado Peruano, el cual, mediante un decreto en ocasión del 8 de marzo, otorgó la condecoración “Orden al Mérito de la Mujer” a Raquel Jodorowsky y otras 24 mujeres peruanas, siendo destacadas por su tarea en la defensa de los derechos y por promover la igualdad de género. En particular, Jodorowsky fue reconocida por "su aporte al desarrollo de la literatura y la eliminación de barreras para la igualdad de género".